# Doddabelavangala, Dod Ballapur
Doddabelavangala là một làng thuộc tehsil Dod Ballapur, huyện Bangalore Rural, bang Karnataka, Ấn Độ.